# 인도의 역사
인도의 역사(印度史, 영어: History of India)는 호모 에렉투스가 생활하던 시기인 50만년 전까지 소급될 수 있다. 호모 사피엔스는 7만 5천년 전 타밀 나두 지방에서 생활하기 시작하였다. 기원전 약 3300년 무렵부터 기원전 1300년 무렵까지 인도아대륙에 최초로 등장한 고대 문명인 인더스 문명이 있었다. 인더스 문명은 기원전 1900년까지 이어진 청동기 시대의 하라파 시기와 그 이후 철기 시대인 베다 시대로 구분된다. 베다 시대에 들어 힌두스탄 평원에는 십육대국으로 불리는 고대 도시 국가들이 세워졌다. 십육대국의 하나인 마가다에서는 기원전 6세기에서 5세기 무렵 자이나교의 창시자인 마하비라, 불교의 창시자인 싯다르타 고타마와 같은 사람들이 사문을 구성하여 활동하였다.
기원전 4세기에서 3세기 무렵 마우리아 제국이 인도의 대부분을 정복하였다. 그러나 아소카 왕의 사후 마우리아 왕조는 크고 작은 여러 나라로 분열되었다. 이후 1500년 동안 인도 중부에서는 여러 왕국들이 성쇠를 거듭했다. 한편, 4세기 무렵 인도 북부에 출현한 굽타 제국은 인도 북부와 동부까지 판도를 넓혔다.
77년 무렵 케랄라 지역에서는 로마 제국과 무역을 하였다.
712년 우마이야 왕조의 장군 무하마드 빈 카심이 신드와 펀자브를 정복하면서 이슬람이 인도에 들어오게 되었다. 15세기까지 지속된 이슬람의 인도 정복 결과 델리 술탄 왕조와 같은 이슬람 국가가 성립되었으며, 이후 16세기 이슬람을 신봉하는 무굴 제국이 세워져 19세기까지 지속되었다.
18세기부터 영국 동인도 회사와 프랑스, 포르투갈 등 유럽 열강의 식민주의 주도권 경쟁이 전개되었으나 결국 영국이 다른 경쟁국들을 전부 물리쳐 인도는 영국의 식민지가 되었다.
이후 인도인들은 세포이 항쟁과 같이 독립을 위한 투쟁을 계속하였다. 1947년 영국으로부터 독립할 때 건국 지도자들의 견해차가 벌어져 인도와 파키스탄이 분리되어 독립하였다.

## 선사시대
|  |  |

기원전 50만년전에서 20만년전 사이 인도아대륙 중부 라르마다 강 유역에 호모 에렉투스가 살고 있었다. 당시 살았던 호모 에렉투스는 발굴된 지역 이름을 따 하스노라인이라 불린다. 한편, 호모 사피엔스는 약 7만 5천년전 쯤에 살았을 것을 것으로 추정되는 유골이 타밀나두 주에서 발견되었다.
최종 방하기가 끝난 후 약 12,000년 전에서 9,000년 전 사이의 인도는 중석기 시대였다. 당시 살았던 사람들이 남긴 유적으로는 빔베트카 암굴 유적과 에다칼 암각화 등이 있다.
기원전 7000년 무렵 오늘날 파키스탄의 발루치스탄 주에 위치한 메르가르 유적이 형성되었다. 메르가르 유적은 대표적인 신석기 시대 유적으로 진흙 벽돌로 된 집터와 농경 흔적이 남아있다.

## 고대 인도

### 인더스 문명(기원전 3300년 ~ 기원전 1700년)

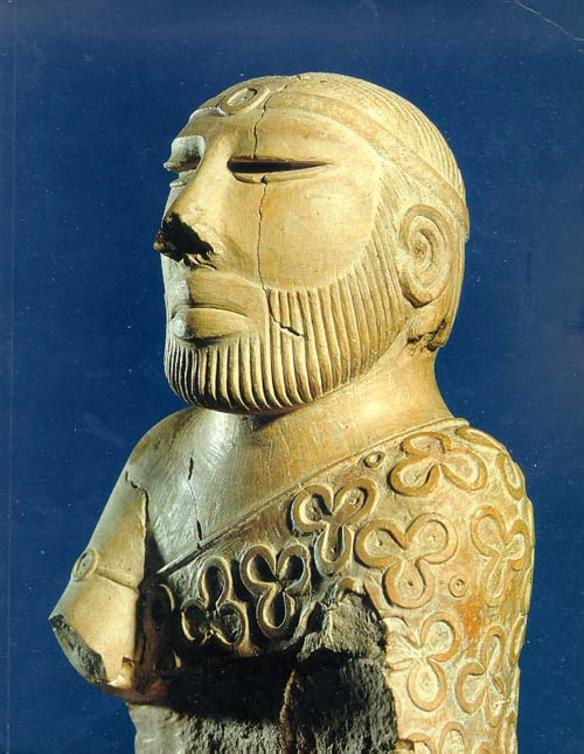
모헨조다로에서 출토된 석상

기원전 3300년 무렵 인더스강 중류를 중심으로 한 청동기 문명인 인더스 문명이 시작되었다. 인더스 문명의 영역은 오늘날의 인도 지역인 구자라트 주, 하리아나 주, 펀자브 주, 라자스탄 주와 파키스탄 지역인 신드 주, 펀자브 주, 발루치스탄 주까지 산재해 있었다. 이 당시 세워진 모헨조다로와 같은 인더스 강변의 고대 도시들은 메소포타미아, 고대 이집트와 더불어 세계의 역사상 가장 앞선 시기에 건설된 도시로 평가된다.

### 베다 시대(기원전 1500년 경 ~ 기원전 500년 경)
베다 시대에 이르러 힌두스탄 평원에는 베다를 근간으로 한 인도아리아인의 문명이 시작되었다. 베다 산스크리트어로 쓰여진 힌두교의 경전인 베다는 이집트, 메소포타미아 등의 종교 경전들과 함께 현존하는 가장 오래된 문서가운데 하나이다. 기원전 1500년 전 무렵부터 기원전 500년 전 무렵까지 이어진 베다 시대에는 힌두교의 성립과 더불어 초기 인도 사회의 문화들이 형성되었다.
초기 베다 시대는 농경 중심의 사회였고 청동기 시대에 건설된 도시들은 버려졌다. 리그베다가 만들어진 후 인도 사회는 네 신분을 구분짓는 카스트 제도가 형성되었다. 브라만, 크샤트리아, 수드라, 바이샤의 네 신분으로 이루어진 이 제도는 바르나라 불렸다. 당시의 문학으로는 베다에 바탕을 둔 라마야나와 마하바라타와 같은 것이 있다.
이 시기의 인도-아리아 인들은 인도와 중앙 아시아에 걸친 넓은 지역에 퍼져 살았다. 당시 인도-아리아 인들의 문화적인 특징은 황토색 도기 문화로 불린다. 이 외에도 기원전 1000년 무렵 최초의 성문 경전인 아타르바베다를 만든 쿠루 왕국
에서는 흑적 도기 문화와 회색 도기 문화가 나타나기도 한다.

#### 쿠루 왕국(기원전 12세기 경 ~ 기원전 5세기 경)
베다 시대 초기인 기원전 12세기 경에는 인도아리아인 계열의 바라타족이 쿠루크셰트라 지역으로 정착하면서 이 지역을 중심으로 인도아리아인 최초의 고대 인도 국가인 쿠루 왕국이 건국되었다. 나중에 하스티나푸라로 주거지를 옮긴 이후 쿠루 왕국은 베다 시대 초기의 베다 유산을 결정적으로 바꾸어 베다를 성문화하기 시작하는 등 인도 문화의 기반을 마련하면서
초기 고대 인도의 중심국가로 자리매김하기 시작했으며 파리크시트와 자나메자야 시기에 전성기를 맞이하였다. 쿠루 왕국의 전성기를 이끈 동시에 야즈나 의식의 발전에 결정적인 역할을 한 이 둘은 베다에서 칭송받고 있는데, 아타르바베다에서는 번성하고 번영하는 쿠루 왕국의 위대한 왕인 파리크시트를 칭송하고 있으며, 파리크시트의 아들인 자나메자야에 대해서는 아슈바메다를 수행한 위대한 정복자로 칭송하고 있다. 이 두 왕의 치세 이후인 베다 시대 후기(기원전 900년 ~ 500년경)부터는 많은 국가들이 난립하는 십육대국 시대가 시작되면서 쿠루 왕국은 점차 쇠퇴하였다.

### 십육대국 시대

힌두교의 상징 문양
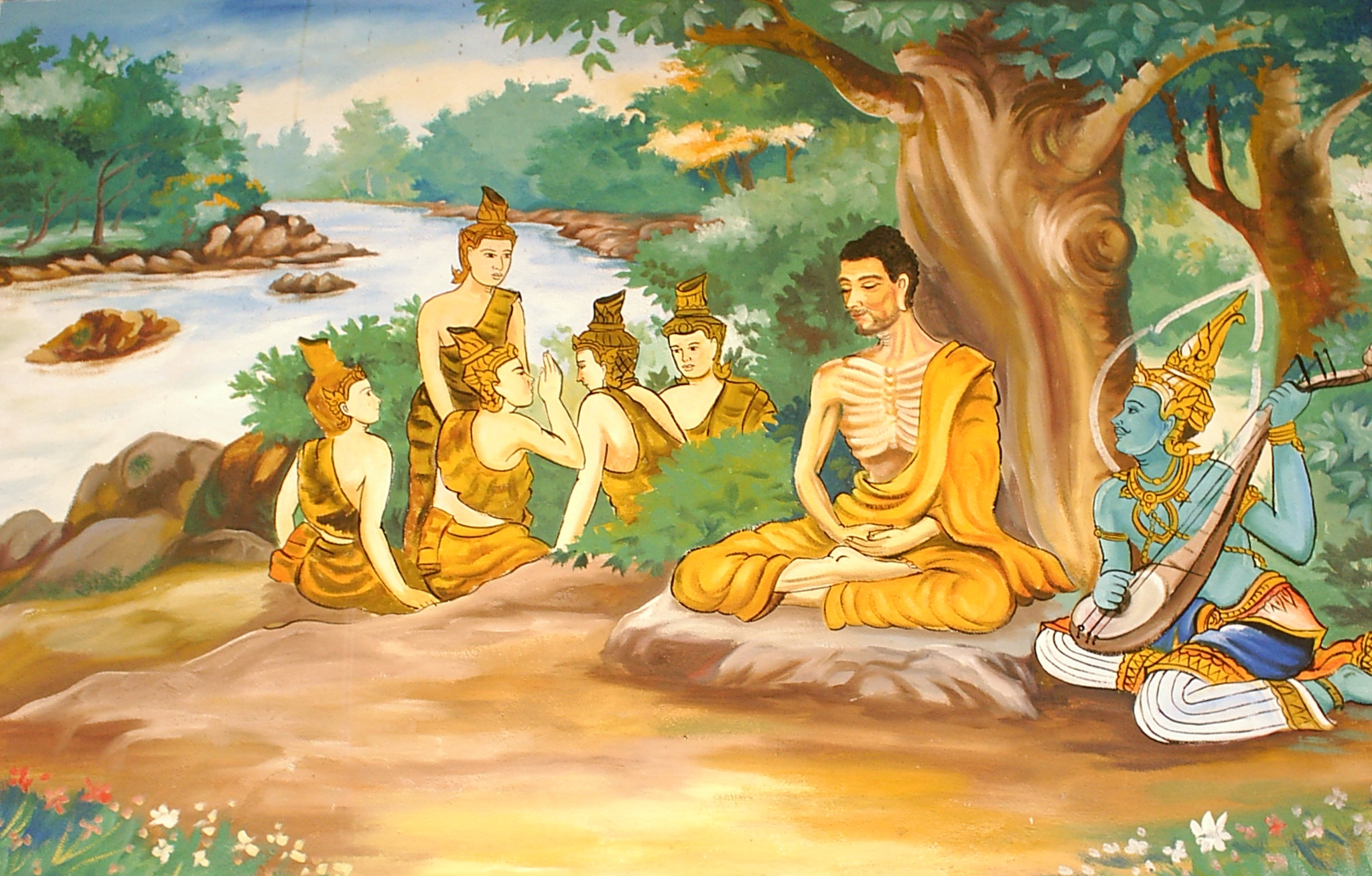
고행 중인 싯다르타 고타마
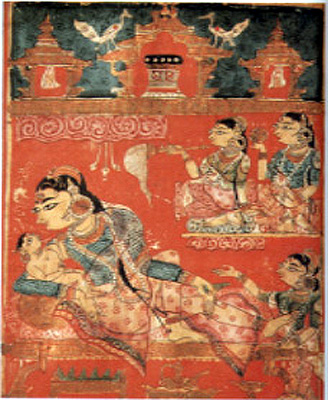
마하비라의 탄생
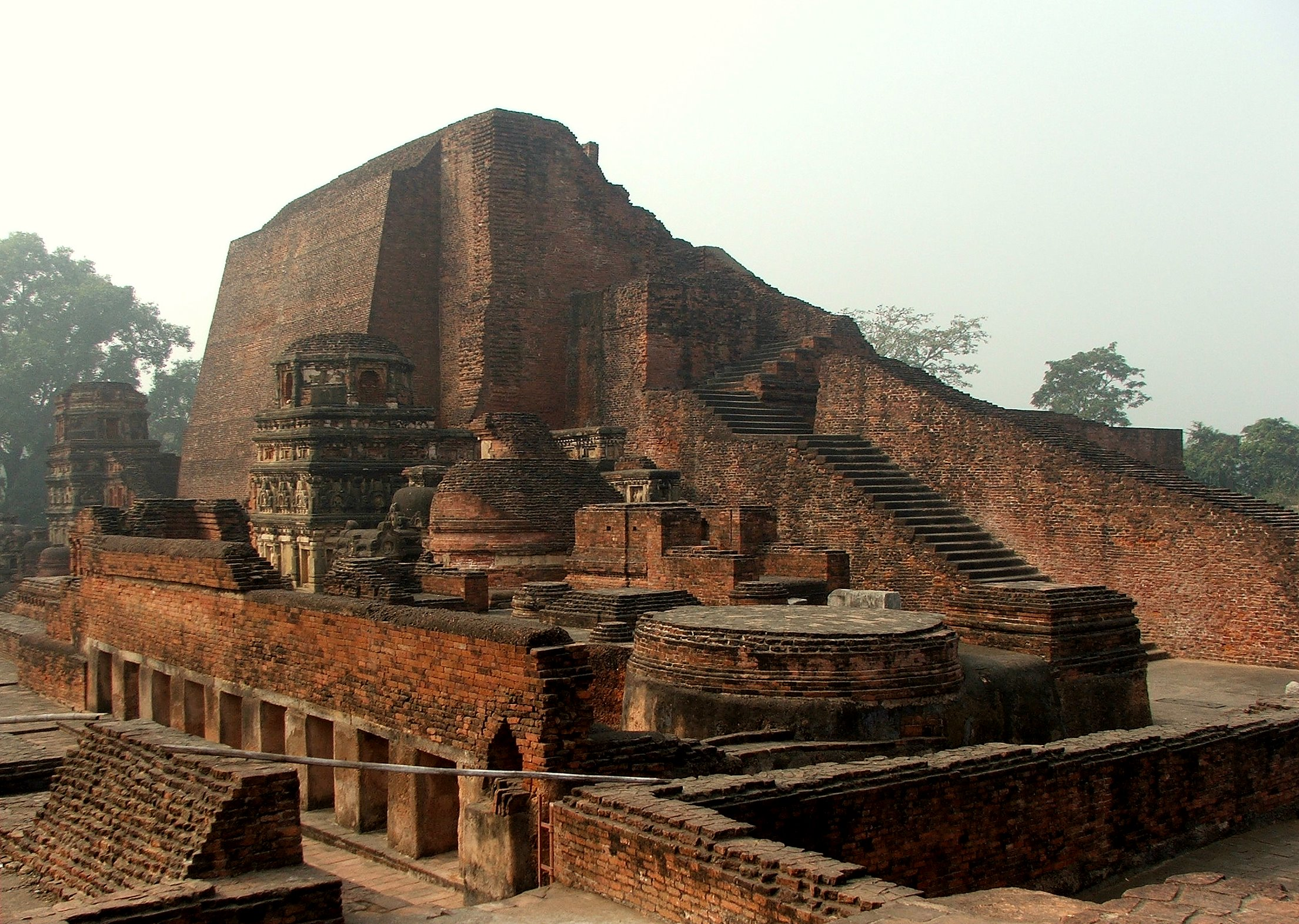
날란다는 불교를 가르친 고대 인도의 대학이다.

베다 시대 후기에 들어 힌두스탄 평원에는 카시, 코살라, 마가다, 수라세나 등의 국가가 세워졌다. 여러 군소 국가들이 왕정이나 공화정의 형태로 세워진 가운데 16개의 국가가 특히 강력한 영향력을 행사하였던 이 시기를 십육대국 시대라 한다. 십육대국 시대는 인도에서 인더스 문명 이후 두 번째로 등장한 도시 문명이었다. 기원전 1000년부터 기원전 500년 무렵까지 성쇠를 거듭하던 십육대국은 싯다르타 고타마가 살았던 기원전 500년에서 기원전 400년 무렵에 바트사, 아반티, 코살라, 마가다의 4 나라로 통합되었다.
십육대국 시대의 인도는 철학과 종교에 많은 변화가 있었다. 힌두교에서는 우파니샤드가 집대성되어 이후 인도 철학에 큰 영향을 주었다. 한편, 싯다르타 고타마가 불교를 창시하였으며 거의 같은 시기에 살았던 마하비라는 자이나교를 열었다.

### 페르시아와 그리스의 침공

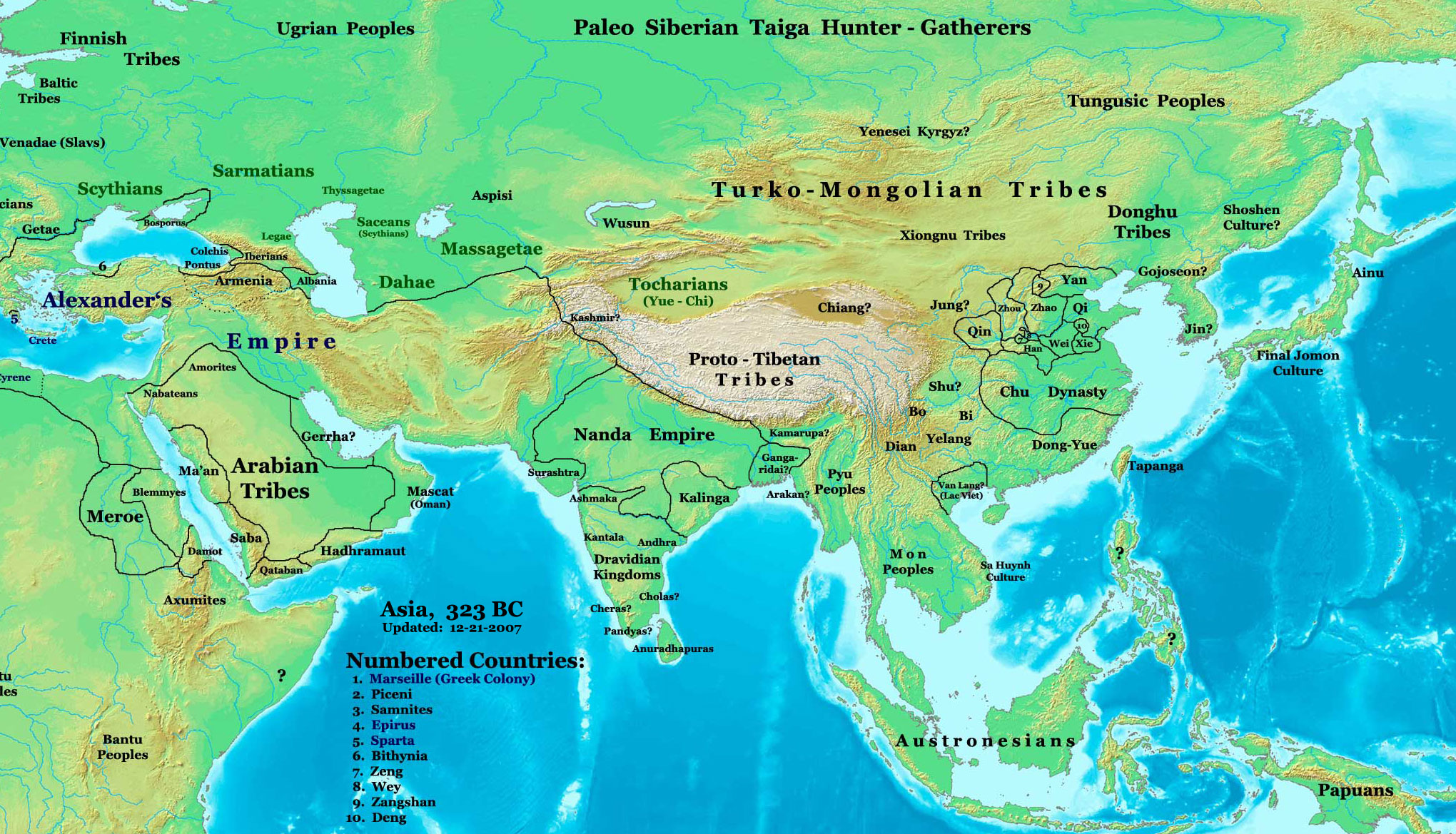
기원전 323년의 아시아, 알렉산더 대왕의 원정과 난다 제국과 강가리다이 제국

기원전 520년에 다리우스 대제의 통치기에 북서 대륙의 대부분(오늘 날의 아프카니스 동부와 파키스탄) 아케메네스 왕조의 통치 하에 들어왔으며, 2세기간 그렇게 지속되었다. 기원전 326년에 알렉산더 대왕이 소아시아와 아케메네스 제국을 정복하고 인도 북서 변경에 도달하였다.
그곳에서 알렉산더 대왕은 히다스페스 전투(오늘 날의 파키스탄 제룸 근방)를 통해 포루스 왕을 패퇴시키고, 펀자브 지방의 대부분을 정복하였다. 알렉산더의 동진은 마가다의 난다 제국과 벵갈의 강가리다이 제국과 충돌을 가져왔다.
그의 지친 군대는 갠지스강에서 병력이 더 많은 인도 대군과 맞설거라는 예상에 질려 하이파시스(오늘 날의 비아스 강)에서 폭동을 일으켰고, 동진을 거부하였다. 알렉산더는 그의 부하 코에누스와 모임을 가진 이후 회군을 결심한다.
페르시아와 그리스의 침공은 인도 문화에 중요한 반향을 가져왔다. 페르시아의 정치제도는 미래의 마우리아 왕조를 포함한 많은 지방에 영향을 주었다. 게다가 간다하라 지역이나 오늘 날의 아프가니스탄 동부 그리고 파키스탄 북서부는 인도, 페르시아, 중앙아시아, 그리스 문화의 용광로가 되어 복합된 문화인 그레코 불교를 만들어 냈으며, 이것은 5세기까지 지속되어 대승불교의 발전에 영향을 끼쳤다.

## 고전기 인도

### 북인도

#### 마우리아 제국

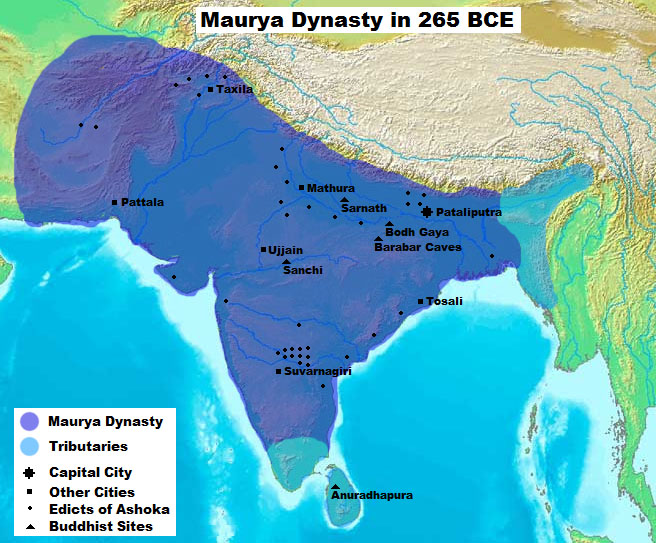
아소카 대왕 치세 하의 마우리아 제국

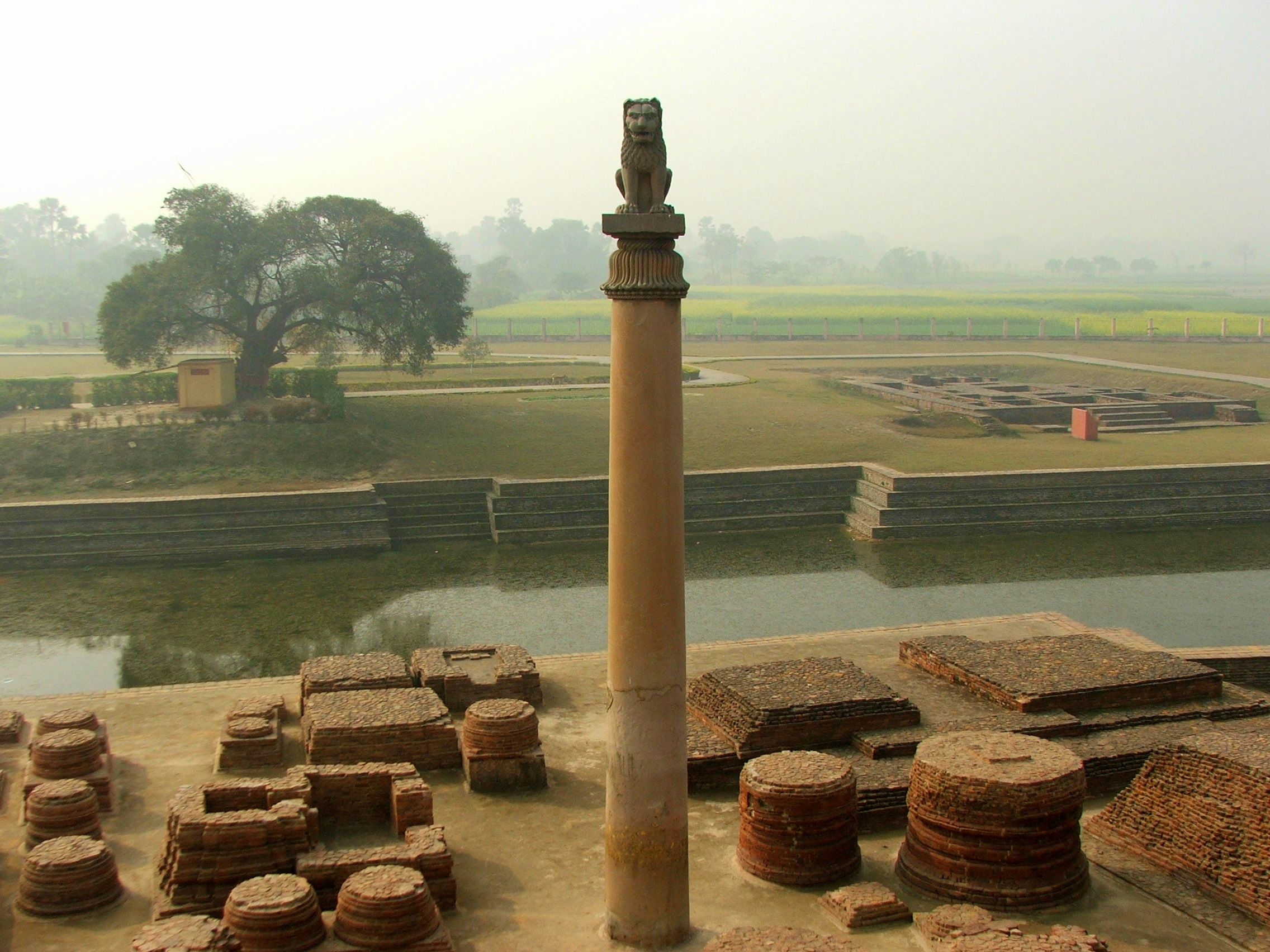
바이샬리의 아소카 돌기둥, 기원전 3세기

마우리아 왕조는 찬드라 굽타 마우리아에 의해 기원전 322년 창시되었다. 그는 난다 왕조를 정복하고 중서 인도를 가로질러서 팽창하였는데, 알렉산더 대왕의 마케도니아 왕국군과 페르시아 군대가 서쪽으로 후퇴하여 지방 권력이 와해되자 이를 기회로 영토를 확장하였다.
알렉산드로스 대왕이 죽은 직후 마우리아 왕조의 창건자 찬드라 굽타는 남부의 타밀 지방을 제외한 인도 대륙 전역의 영토 대부분을 차지했다.
기원전 316년까지 마우리아 왕조는 북서 인도를 완전히 점령하여 알렉산더가 남긴 총독령을 격파하고 정복하였다. 제국이 최대 판도일 때, 북쪽으로 히말라야 산맥의 자연 경계를 따라 뻗어 나갔고, 동쪽으로 현재의 아삼 주까지 뻗어나갔다. 서쪽으로는 제국은 현재의 파키스탄을 너머서 현재의 아프가니스탄의 상당한 부분에 도달하였는데, 이는 현재의 헤라트와 칸다하르 지방을 포함한다. 아소카 왕 시대에는 불교를 선양한 등의 윤리를 백성들에게 장려하고, 지방관이나 신설된 관리에게 명령하여 백성들이 윤리를 철저히 지키도록 하였고, 또 도로, 관개 등의 공공사업을 전개하는 등 많은 치적을 남겼다. 당시 인도에는 그에게 대항하는 세력이 없었고, 북서 국경의 그리스 세력도 그들 내분 때문에 다른 지방을 침략할 힘이 없었다. 그러나 중국을 통일한 진나라의 공격에 의해 밀려난 유목민들이 인도 지역까지 침입하게 되면서 제국의 방위가 크게 흔들리게 된다.
이와 같은 정세에서 제반 생활양식이 다른 광대한 영토를 현실적으로 지배하기 위해서는 그가 취한 정책이 매우 현명했던 것으로 볼 수 있으며, 그 이면에는 원시불교의 영향이 있었다. 또한 그의 정치 이념은 인근 제국이나 민족에게 전파되어 그의 사절이 이집트와 마케도니아 왕국에 이르렀다. 아쇼카 왕이 죽은 후 제국은 외침, 남부 제후들의 이반 및 왕위 계승을 둘러싼 암투 등으로 위축되었다. 마지막 왕인 브리하드라타는 기원전 185년 브라만 출신 최고사령관 푸시아미트라에게 살해되었다. 그 뒤 푸시아미트라는 슝가 왕국을 세우고 약 1세기 동안 인도 중부를 통치했다.

#### 쿠샨 왕조
쿠샨 왕조(105년경 - 250년경)는 타지키스탄, 카스피해, 아프가니스탄, 갠지스강 상류를 가로지르던 제국이었다. 월지 민족이 세웠으며, 중국, 로마 제국, 사산 왕조 등과 교역했다.
그들은 원래 타림 분지의 초원에 살았으나, 기원전 176년~160년 흉노에 압박으로 서쪽으로 이주했다. 월지족은 기원전 135년경에 나라였던 박트리아를 만났고 이를 점령하여 다섯 부족의 나라로 나누었다.
이후 기원전 1세기에 귀상족이 나머지 네 부족을 정복시켰다. '귀상'이라는 이름은 서양에 '쿠샨'으로 전해졌지만 중국에서는 쿠샨 왕조를 계속 월지라 불렀다. 처음 쿠샨 왕조는 그들이 정복한 박트리아의 그리스 문화를 받아들였다. 그들은 그리스 문자를 썼고, 그리스를 본따 동전을 만들었다. 쿠샨 왕조는 인도양을 통한 무역과 실크 로드를 연결해 주는 통로 역할을 하였다.
쿠샨 왕조는 동서양의 문화를 포용하여 그리스 문화와 불교 문화가 융합된 그리스식 불교가 발달하게 하였는데, 이는 사방으로 퍼져 중국에는 대승불교로서 전해졌다. 쿠샨의 카니슈카 1세(2세기경)는 인도의 아쇼카, 하르샤와 메난데로스 1세와 함께 불교를 부흥시킨 왕 중 하나였다. 그는 카슈미르에서 불교 회의를 소집했는데, 이는 대승불교가 아함경에서 분리해 새로운 분파로 시작했다고 공포했다.
쿠샨 제국은 3세기에 페르시아계 사산 제국의 샤푸르 1세에 의한 원정으로 쇠퇴하여 멸망하였다.

#### 굽타 제국
쿠샨 왕조가 멸망한 후 4세기 초에 굽타 제국은 북인도를 지배하던 제국이었다. 이 치세 기간에 십진법이 발명되었다. 쿠샨인과 샤카인, 투르크인과 같은 이민족들을 몰아내고 북인도를 통일하게 되는데, 굽타 제국에서는 민족 의식이 싹트기 시작했다.
그 결과 브라만교를 바탕으로 인도의 민간신앙과 불교를 융합한 힌두교가 왕과 백성들의 지지를 받게 되었다. 힌두교도들의 일상 생활에 마누 법전이 영향을 끼치게 된 것도 굽타 제국 시기 때부터였다. 또한, 아리아인의 언어인 산스크리트어로 쓰인 '마하바라타'가 힌두교의 경전이 되었다.
굽타 제국은 여러 차례에 걸쳐 훈족의 침입으로 북인도 지방의 불교 교단은 크게 타격을 입어 민간의 불교신앙은 쇠퇴하였으나, 아잔타 석굴 사원과 같은 굽타 양식의 불교 미술이 발달하였다.

## 중세
굽타 제국이 멸망한 후 인도는 중세에 돌입하였다. 이 시기를 기점으로 인도 아대륙에 수많은 국가들이 끊임없이 난립하기 시작하였으며, 당시 페르시아를 정복한 아랍 제국은 약 720년에 현재의 파키스탄 근방을 병합했다. 무슬림 통치자들은 국제 무역이 활발하였다. 712년 아랍 제국의 무하마드 빈 카심은 오늘 날의 파키스탄 지역인 인도 영토 대부분을 정복했다. 우마이야 왕조는 오늘 날의 파키스탄 신드 주에서 북쪽으로 72 km 떨어진 곳에 있는 알만수라에 있는 아신드를 수도로 삼았다. 힌두교도인 라지푸트족이 승리한 라자스탄 전투를 포함한 여러 차례의 전투 이후에 그들의 확장은 주춤해졌고, 몇 세기에 걸쳐 북서쪽 지방에서 수 많은 단명한 이슬람 왕조들이 세워졌다고 없어졌다. 또한 무슬림들은 케를라와 같은 남인도 해안을 통한 교역으로 번영을 누렸다. 그곳에서는 주로 아랍 반도에서 온 소규모의 무역상들이 도착을 하였다. 이후 북인도 지역에서는 델리 술탄국과 데칸 술탄국 등의 이슬람 왕조가 번영하였으며, 남인도 지역에서는 비자야나가르 제국 등의 힌두교 왕조가 번영하였다.

## 근대

### 무굴 제국

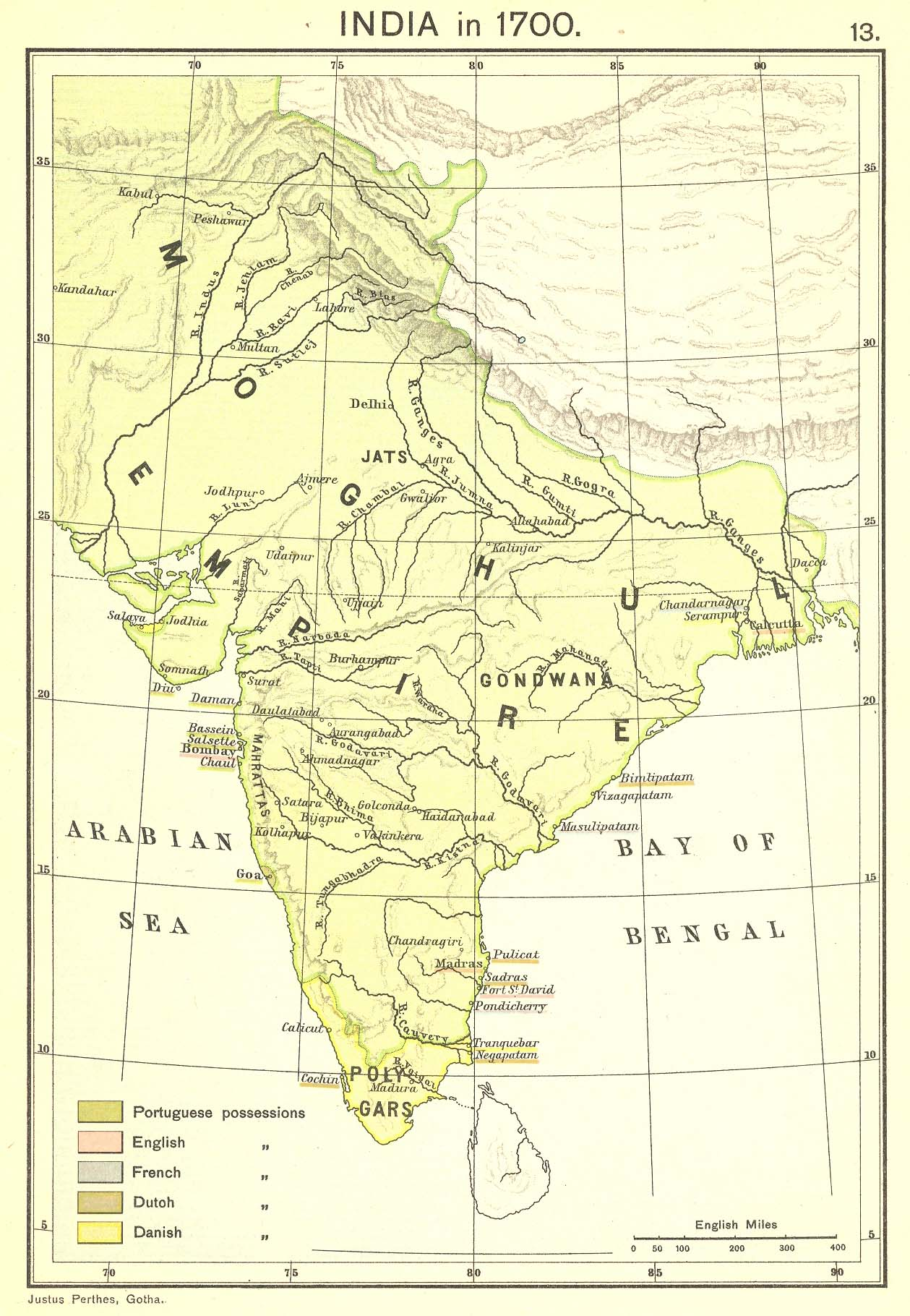
1700년 무굴 제국의 확장

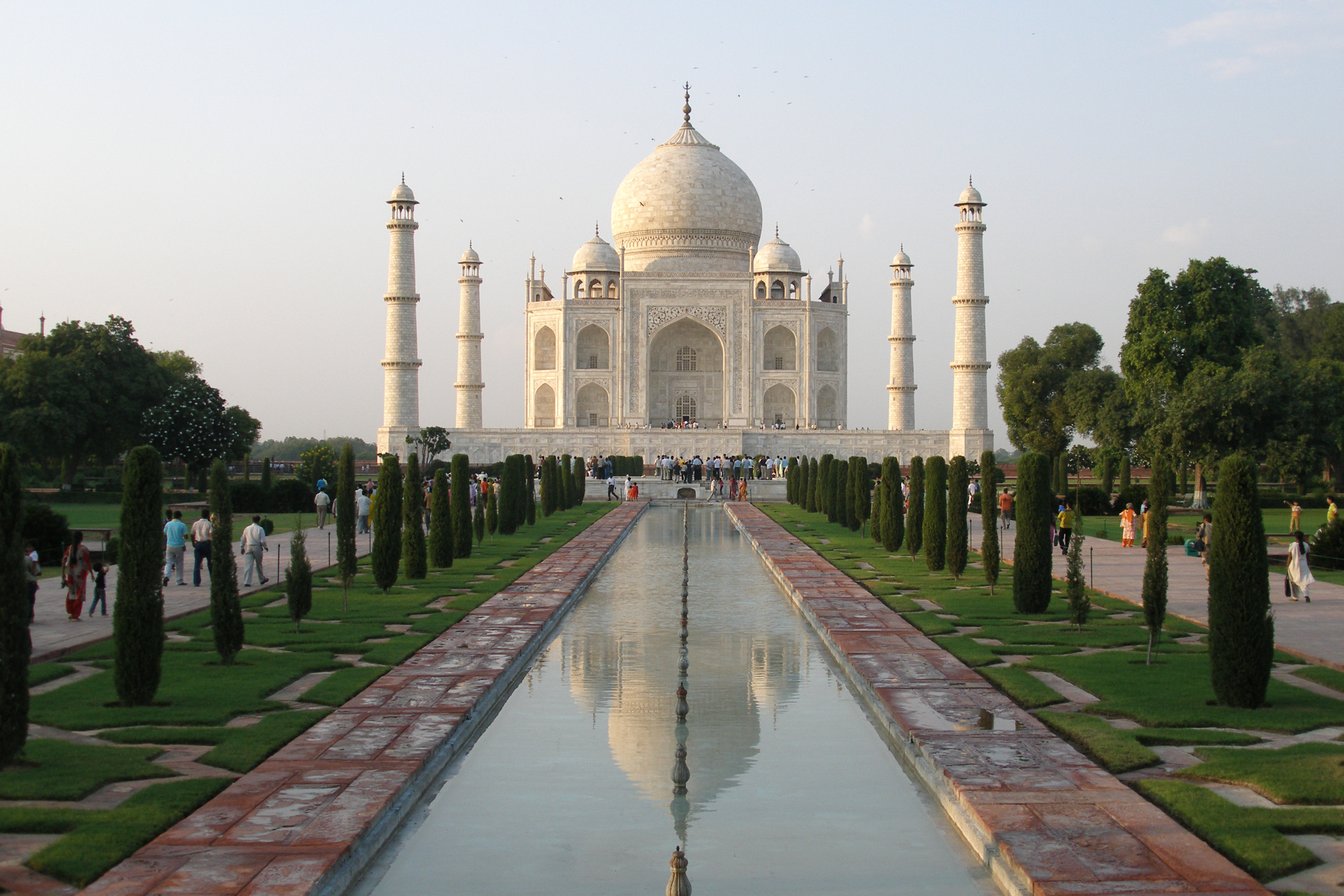
무굴이 세운 타지마할

무굴은 몽골인을 의미하는 페르시아어로, 무굴 제국은 16세기 초부터 19세기 중반까지 오늘날의 인도 북부와 파키스탄, 아프가니스탄에 이르는 지역을 지배한 이슬람 왕조이다.
무굴 제국은 티무르 왕조에 속한 바부르로부터 시작되었다. 바부르는 원래 인도보다 사마르칸트 지역을 차지함으로써 티무르의 옛 영광을 되찾고 싶어했다. 하지만, 두 번에 걸친 시도에서 오히려 고향까지 잃어버린 바부르는 차선책으로 파니파트 전쟁을 통해 당시 쇠락한 델리의 로디 왕조를 멸망시키고 무굴 제국을 세웠다.
그의 뒤를 이은 후마윤은 강력한 저항 세력인 아프가니스탄계를 물리치고 영토 확장을 꾀하지만 오히려 그들에 쫓겨 아프가니스탄을 거쳐 이란으로 도망갔다. 그 사이 델리는 후마윤을 물리친 쉐르 샤가 수르 왕조를 세웠다. 하지만 수르 왕조는 겨우 15년 만을 유지한 채 이란의 도움을 받은 후마윤에 의해 멸망당했다. 후마윤의 뒤를 이은 악바르는 북인도 전역을 차지한 뒤 남부 데칸 지역까지 차지하면서 마우리아 왕조 이후 가장 넓은 지역을 차지하는 국가를 이루었다. 악바르는 영토 확장뿐만 아니라 정치,경제,사회의 전 분야에서도 무굴 제국의 확고한 토대를 마련했고 종교적으로도 이슬람교 이외의 종교를 포용하고자 인두세를 폐지하는 등 융화책을 취했다. 종교적 융화책은 자항기르와 샤 자한까지 이어지지만 6대 아우랑제브가 다시 인두세를 부활시키는 등 종교적 억압책을 실시하면서 제국의 분열이 심화되기 시작했다.
무굴 제국 시기에 형성된 문화는 인도 역사에서 황금기를 누렸다. 특히 건축, 문학, 음악 등은 힌두 문화와 터키-페르시아계 문화의 융합으로 오늘날 인도에 상당한 영향을 미치고 있다.

### 영국과 네덜란드의 남인도 진출
17 세기, 스페인, 포르투갈의 몰락함에 따라 영국과 네덜란드가 아시아 해역으로의 진출을 추진했다. 무굴 제국 시기에 포르투갈을 비롯한 유럽 열강의 본격적인 인도 침입이 시작되었다. 1612년에는 네덜란드 동인도 회사가 첸나이 북쪽 프리 커팅에 상관을 세웠고, 1623년 영국, 네덜란드 양국이 동남 아시아에서 충돌한 암보이나 사건이 일어나 영국 동인도 회사는 동남아시아 교역을 하는 형태로 인도 진출을 추진했다.
1639년 영국 동인도 회사는 첸나이의 영주였던 반다바시 주지사에서 프리 커팅과 포르투갈의 근거지 산 토메 요새의 중간에 해당 첸나이 지역을 탐사하여 그 땅을 마드라스라고 칭하고 1640년에는 세인트 조지 요새를 건설했다. 한편 네덜란드는 1651년 포르투갈령 콜롬보(실론)를 지배하고, 1663년에는 인도 남부의 코친에 진출했다. 17세기 후반이 되면서 등극한 6대 황제 아우랑제브는 기존의 종교적 관용 조치를 타파하고 엄격한 이슬람교 수니파에 따라 지배를 강화하고 인두세를 부활했기 때문에 힌두교도의 지지를 잃었다. 데칸고원의 마라타 족도 파티 시바지를 중심으로 1674년에 마라타 왕국을 형성하는 등 각지에서 반란이 일어나고, 아프간이 침입하는 등 제국은 쇠퇴기에 접어들었다. 1708년 마라타 왕국이 마라타 동맹으로 재건되었다. 1719년, 여러 명의 황제가 교체되면서, 정치적 혼란은 극에 달했다.

### 영국과 프랑스의 진출과 식민지 충돌
인도산의 수제 면포가 유럽에 유입되면서 대유행을 하였고, 각 국은 대인도 무역을 중시했지만, 그 과정에서 3차에 걸친 영국-네덜란드 전쟁이 발발하였으며, 네덜란드는 북미 대륙과 함께 인도에서도 터전을 잃었다.
영국은 마드라스에 이어 1661년 봄베이(뭄바이), 1690년 캘커타를 획득하였다. 한편 프랑스도 서서히 인도 진출을 도모하였고, 콜베르가 프랑스 동인도 회사를 재건하여, 1673년 찬다나가르, 1674년 폰디세리를 획득했다. 이해 관계가 대립한 영국과 프랑스 양국은 신대륙과 마찬가지로 인도에서도 충돌을 계속하였고, 1757년, 벵골의 플라시에서 로버트 클라이브가 이끄는 영국 동인도 회사가 벵갈 영주 군과 프랑스 동인도 회사의 연합군을 격파(플라시 전투)하고 식민지 경쟁에서 영국의 패권을 확립했다.

### 영국의 식민지화와 인도의 빈곤
18세기 후반 7년 전쟁의 결과를 결정한 1763년의 파리 조약에 의해 프랑스 세력을 인도에서 몰아내고, 1765년에 벵골의 징세권 (디워니)을 획득한 것을 시작으로 영국 동인도 회사가 주도하는 식민지화가 진행되었으며, 마이소르 전쟁, 마라타 전쟁, 시크 전쟁 등을 거쳐 인도 지배를 확립했다. 1813년부터 영국의 대인도 무역이 자유화된 것으로, 산업 혁명을 이미 달성하고 있던 영국에서 기계 제조 직물이 인도로 유입되었고, 인도의 전통적인 면직물 산업은 파괴되었다. 또한 1793년 자민다리제]], 19세기 전반의 라이야트 워리제와 같은 현대적인 지방세 제도를 도입하여 인도 민중을 압박하기도 했다.
19세기에 영국 동인도 회사는 차, 아편, 인디고 등의 재배를 확대하고, 19세기 후반에는 인도의 철도 건설을 추진했다. 이들은 산지와 항구를 잇는 것으로 궤도의 폭이 제각각으로 주로 인도에서 세수를 바탕으로 투자한 것으로, 앞으로 얻을 수 있는 이익은 많은 영국인에 의해 회수되었다.

### 영국령 인도 제국
무굴 제국 말기 세포이 항쟁이 일어났다. 그러나 영국은 세포이 항쟁을 무력으로 누르고 이를 계기로 영국이 인도를 직접 통치 해야한다는 명목으로 빅토리아 여왕을 인도의 황제로 즉위시켜 영국령 인도 제국을 선포하였다. 그 이후 인도를 발판으로 아프가니스탄 왕국과 미얀마를 인도 제국에 합병했다. 그러나 영국의 가혹한 식민 통치는 인도 민중의 반발을 불러 일으켰으며, 모한다스 카람찬드 간디를 위시한 인도 국민 회의파가 등장한 이후부터는 반영투쟁이 뜨거워졌다. 1914년 제1차 세계 대전이 터지자, 영국은 '인도의 독립'을 조건으로 인도의 병력을 유럽 전선으로 파견하였다.
그러나 1차 세계 대전 종전후, 영국은 '인도의 독립'을 조건으로 했던 약속을 무시하고 인도 내에 반영활동이 발생할 경우 체포영장 발부등의 적법한 절차없이 곧바로 체포할 수 있는 롤럿법을 제정하여 인도 국민의 저항을 탄압하였다. 이에 인도 민족지도자인 모한다스 카람찬드 간디는 '비폭력, 불복종 운동'을 주도하여 반영운동을 또다시 전개했고, 롤럿법 폐지와 완전자치를 요구하였다. 결국 영국은 이에 굴복하여 롤랫법은 폐지가 되었다. 1935년에는 '신인도통치법'을 제정하여 식민지 인도에 자치권을 주었으나 군사권과 외교권은 인도 총독에게 남아있었기 때문에 인도내에 독립운동가들의 완전독립을 목표로 하는 반영운동은 계속되었다. 제2차 세계 대전이 터지자 영국은 독립을 명목으로 지원을 인도에 요구했으나 간디는 이를 거절하였다. 1947년, 제2차 세계 대전이 끝나면서 인도 공화국이 성립되었고, 파키스탄, 미얀마가 영국으로부터 독립하면서 영국령 인도 제국은 해체되었다.

### 독립 운동
- 세포이 항쟁
- 인도 국민 회의
- 인도 이슬람 연맹
- 스와라지
- 스와데시
- 네루
- 간디
- 비폭력 저항운동

## 현대

### 인도 공화국
인도에서는 자와할랄 네루를 총리로 한 국회가 1952년 선거를 통해 구성되었다. 확정되지 않은 국경선을 사이에 두고 1962년 중화인민공화국과, 1965년에는 파키스탄과 잠시 국경분쟁을 겪었다. 1964년 네루가 사망하자, 국민회의파의 바하두르 샤스토리 단기 정권을 거쳐 1966년 네루의 딸 인디라 간디가 장기 집권을 했다. 인디라 간디가 암살된 이듬해 아들인 라지브 간디(1991년 암살)가 총리에 취임했다. 1971년 파키스탄과 국경 2곳에서 전쟁이 벌어졌으며 그 결과 동(東)파키스탄이 방글라데시로 독립되었다. 장기간 의회 다수파를 차지해왔던 국민회의파는 지역 정당의 대두를 통해 정권 기반이 흔들렸고, 1977년 선거에서 대패하여, 자나타 당에 정권을 내줬다. 1980년 인디라 간디가 정권에 재집권했다가 1984년 암살당하고, 뒤를 이어 인디라 간디의 아들 라지브 간디가 정권을 잡았다. 그러나 그 또한 취임 직후 암살이라는 비극적인 최후를 당했다. 국민회의파의 정권은 계속되어, 1997년, 불가촉천민 계급 출신의 코체릴 라만 나라야난 대통령이 탄생했다.
1980년대 들어서면서 시크교도들이 펀자브 지방의 독립을 요구하는 등 인종과 종교로 인한 갈등이 잔존해 있으며, 힌두지상주의 입장을 취한던 인도 인민당이 아탈 비하리 바지파이 등의 지도하에 세력을 늘려 1998년부터 2004년까지 정권을 획득했다. 2004년부터 2014년까지는 인도 국민회의 정당의 만모한 싱이 총리직을 역임했으며, 2014년부터는 인도 인민당 정당의 나렌드라 모디가 총리직을 역임하고 있다.

### 파키스탄 이슬람 공화국
1947년 8월 14일, 영국에서 독립한 파키스탄이 성립되었다. 인도와는 별도로 독립이라는 형태로 무슬림 다거주 지역을 중심으로 구성되었다. 그 영역은 현재 파키스탄 외에도 벵골의 일부(현 방글라데시)를 포함한 것이었다. 또한, 국가 체제로 영국 국왕을 원수로 받드는 영연방 왕국이었다. 독립 후 곧 카슈미르 지방의 귀속을 둘러싸고 제1차 인도-파키스탄 전쟁이 발발했다. 카슈미르 지역은 한때 잠무 카슈미르 토후국으로 영국령 인도 제국의 일부를 구성하였다. 그 번왕은 힌두교도였지만, 주민의 다수는 이슬람교도였던 상황이었다. 따라서 이 지역의 귀속을 둘러싸고 파키스탄과 인도 사이에 충돌이 생겼기 때문에, 양국의 군대가 파견되어 전쟁에 이른 것이다. 이 양자의 충돌은 유엔의 중재로 휴전되었다. 이 인도-파키스탄 전쟁 중에, "건국의 아버지"로 파키스탄을 이끈 무하마드 알리 진나 총독이 1948년 9월 사망했다. 또한 리야카토 알리 칸 총리가 1951년 암살됨으로써 불안한 정국이 계속되었다. 이런 가운데 1958년 군사 쿠데타에 의해 아유부 칸이 독재 정권을 수립했다. 또, 이전의 1956년 파키스탄 이슬람 공화국 헌법이 제정되어("이슬람 공화국"라고 내걸고 있지만, 헌법의 내용 자체는 정교 분리에 근거하는) 영국연방에서 독립했다. 경제 쪽에서는 5개년 계획이 만들어지고, 고도 경제 성장이 시작되었다.
파키스탄은 인도와의 경쟁에서 대국으로의 접근을 필요로했다. 따라서 1954년 5월 미국과 상호방위조약을 맺은 것을 시작으로, 같은 해 9 월에는 SEATO(동남아시아조약기구, 동남 아시아 집단 방위 조약기구 등과도)의 일원이되었다. 또한 1955년 미국 주도의 반공 동맹인 METO(중동조약기구)에도 가입했다. 아랍 세계에서는 민족주의가 고조되고, 인도가 사실상 친소 비동맹주의의 입장에 서자, 미국도 파키스탄이 서방과의 관계를 강화하는 것은 냉전 하에서 전략적으로 필요한 것이었다.
1960년대에 이러한 외교 관계에 변화가 생긴다. 1962년 중소국경분쟁으로 중국과 인도가 충돌이 일어나고 이런 가운데 아유부 칸 군사 정권은 인도와의 경쟁 관계에 있는 중국에 접근하여, 카슈미르 문제를 유리하게 풀려고 하였다. (이 때 협상에서 외무 장관으로 활약한가 나중에 대통령이 된 줄피카르 알리 부토였다.) 이렇게 영토 문제를 재연하여, 1965년부터 제2차 인도-파키스탄 전쟁이 발발했다. 이 때에도 유엔의 중재로 휴전을 하였으며, 소련의 중재 하에 타쉬켄트 선언이 발표되었다. 어쨌든 이 전쟁에서 파키스탄은 아무것도 할 수 없었다. 이 사건에서 아유부 칸과 부토의 관계는 악화되었고, 외상 사임 후 부토 파키스탄 인민당을 창당했다.

### 방글라데시 인민공화국
파키스탄이 동서로 나뉘며 두 개의 파키스탄이 성립하면서 현재 방글라데시 지역은 동파키스탄이 되었다. 그러나 언어의 차이, 서파키스탄에 편중된 정책 등으로 동서 파키스탄이 대립하게 되자 동파키스탄이 독립을 요구하면서 서파키스탄(현 파키스탄)과 내란이 일어났다. 이때 서파키스탄과 대립하고 있던 인도가 동파키스탄의 독립을 지지하였고, 또한 제3차 인도-파키스탄 전쟁이 인도의 승리로 끝나자, 방글라데시는 독립 전쟁을 거쳐 1971년 방글라데시의 독립이 확정되었다. 이슬람인들의 당(黨)인 전인도무슬림연맹(All-India Muslim League)은 1935년 인도에서 첫 선거에 패배한 후 1940년 이슬람인들이 주류를 이루는 지역을 독립주로 선언하였다. 그 후 이로 인하여 캘커타 등지에서 대규모 폭력사태가 발생하기도 하였다. 1947년 인도가 자치권을 회복하고 벵골지역을 종교에 의해 이슬람교인의 동파키스탄과 힌두교인의 서벵골로 분리하였다. 정치, 경제적으로 어려움을 겪고 있는 파키스탄 내에서 벵골의 무지부르는 그들의 권리와 이익을 신장하기 위하여 아와미 연맹(Awami League, 약자 AL)을 만들었다. 그 후 무지브르는 아와미 연맹의 대표로서 벵골 자치운동을 벌였다. 1970년대 무지부르는 파키스탄 정부에 의해 체포되고 AL당은 활동이 금지되었다. 1971년 3월 26일 파키스탄군의 유혈 진압에 맞서 벵골 애국주의자들은 독립된 방글라데시 공화국을 선포하였다. 그 후 파키스탄군과 벵골 자유 투사들 간의 전투가 가열되자 (방글라데시 독립 전쟁) 1,000만 명에 이르는 힌두교를 믿는 벵골인들이 인도의 아삼, 서벵갈 등지로 피신하였다. 인도의 지원 속에 결국 1971년 12월 16일 파키스탄 군대는 항복하고 ‘벵골 국가’라는 뜻의 방글라데시가 탄생하였다. 1972년 헌법에 의해 방글라데시는 의회 민주주의 국가가 되었으나 그 후 약 30년간 정치적인 혼란과 부정이 만연했는데 13명의 행정 수반 중 초대 대통령 셰이크 무지부르 라흐만과 후계자 지아울 라만 등 2명이 암살당했고 쿠데타가 4번 이상 일어났다. 그 뒤 2번의 적법적인 정권 교체가 있었으나, 이슬람 테러라는 국가적인 위험이 지금까지도 계속되고 있다. 방글라데시는 2008년 12월 17일 0시 1분부터 국가 비상사태를 해제했다. 2년간의 비상사태가 해제된후 방글라데시에서 7년 만에 처음 치러진 87%의 선거율을 기록한 총선에서 셰이크 하시나 전 총리가 이끄는 연정이 의회 총 300석 중 245석을 확보한 가운데, 제 1야당은 31석을 얻는 데 그쳤다.

## 같이 보기
- 파키스탄의 역사
- 방글라데시의 역사